# Wädenswil
Wädenswil is een gemeente en stad in het Zwitserse kanton Zürich, en maakt deel uit van het district Horgen. Wädenswil telt ca. 24.000 inwoners (2018). In Wädenswil bevindt zich het secretariaat van Hortus Botanicus Helveticus, een vereniging van botanische tuinen en plantencollecties in Zwitserland.
De stad heeft een station aan de spoorlijn Zürich-Chur. Op 22 februari 1948 vond in Wädenswil een treinramp plaats met 22 doden.

## Geboren
- Elise Rellstab (1843-1904), verpleegster en vertaalster
- Hans Auer (1847-1906), architect
- Alain Nef (1982), voetballer
- Petra Stiasny (2001), wielrenster

## Overleden
- Elise Rellstab (1843-1904), verpleegster en vertaalster
- Bruno Ganz (1941-2019), acteur